# Légrády Imre
Légrády Imre (Pest, 1868. január 25. – Budapest, 1932. március 4.) lapszerkesztő, kiadó, Légrády Károly fia.

## Életrajza
A Budapesti Tudományegyetemen jogot végzett. Testvérével, Légrády Ottóval együtt 1892-ben összegyűjtötte és kiadta Mikszáth Kálmán országgyűlési karcolatait. 1902-től a Pesti Hírlap felelős szerkesztője, majd 1916-tól 1919-ig főszerkesztője, valamint 1902-től a Légrády Testvérek Nyomdai Műintézet társtulajdonosa volt.
A nemzeti ellenállás idején az ellenzéki küzdelmet ő irányította a magyar sajtóban. A háború idején a Légrády nevével fémjelzett Pesti Hírlap az ország vezető lapja maradt. Nemzeti iránya miatt a kiadó épületét a Károlyi Mihály-kormány idején lerombolták, Légrádyt börtönbe vetették. A Tanácsköztársaság bukása után újra a Pesti Hírlap élére állhatott, és öccsével, Ottóval részt vett a konszolidáció munkájában. Nemsokára (1919-ben) egészségi állapotára való tekintettel visszavonult, és ezután öccse vette át a lap irányítását.
Halálakor egy ötemeletes bérpalotát hagyományozott az újságírók nyugdíjintézete számára.

## További információ
- A spárgatermelő sajtókirály - Száz éve halt meg a legendás lapkiadó, Légrády Károly (Népszabadság, 2003. november 27.)